# 이시카리군

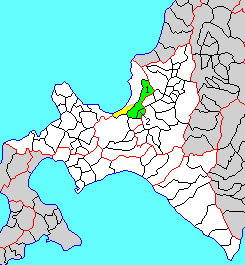
이시카리 군의 위치

이시카리군(일본어: 石狩郡)은 일본 홋카이도 도오 지방(이시카리국)의 군으로 이시카리 지청 동부에 위치한다.
인구 17,808명, 면적 500.9km², 인구밀도 35.6명/km².(2025년 2월 28일, 주민기본대장인구)
이하 1정 1촌으로 구성된다.
- 도베쓰정(当別町)
- 신시노쓰촌(新篠津村)

## 역사
에도 시대의 이시카리 군역은 서 에조치에 속했고, 마쓰마에번에 의해 이시카리강 좌안 하구 부근에 이시카리 13장소의 하나인 트크히라 장소가 열려 기타마에 선도 항해해 많이 번창했다. 1869년 8월 15일에 이시카리 군이 두어졌다. 홋카이도 이시카리국에 포함되었다.
- 1882년 2월 8일 - 삿포로 현의 소관이 되었다.
- 1906년 - 시노쓰 촌이 삿포로 군 에베쓰 촌과 합병했기 때문에 이탈했다. 현재의 에베쓰시 시노쓰 지구.
- 1996년 - 이시카리 정이 이시카리시로 승격하면서 이탈했다.